# Eldgjá
Eldgjá (dansk: ildkløft) er en vulkansk kløft på Island. Kløften og de nærliggende Laki-kratere er en del af det samme vulkanske system som Katla sydpå i landet.
Kløften ligger mellem Landmannalaugar og Kirkjubæjarklaustur, og er på sit største 270 meter dyb og 600 meter bred. Den blev opdaget af Þorvaldur Þoroddsen i 1893. Det første dokumenterede udbrud var i 934. Det er beregnet, at udbruddet producerede 18 km³ lava..
Inde i kløften findes der et vandfald kaldet Ófærufoss. En naturlig bro, som strak sig over vandfaldet, forsvandt i 1993 på grund af issmeltning. En stor vandmængde fra issmeltningen førte til, at broen blev oversvømmet og kollapsede.